# Tahirou Guimba
Tahirou Guimba (* 1952 in Kourfeye Centre) ist ein nigrischer Manager und Politiker.

## Leben
Tahirou Guimba wurde im zu Kourfeye Centre gehörenden Dorf Itchiguine geboren. Er ist Inhaber eines Diplôme d’études supérieures spécialisées. Guimba ist verheiratet und hat zehn Kinder.
Er arbeitete von 1976 bis 1981 als leitender Angestellter für die Bank BIAO Niger. Von 1982 bis 2004 war er als leitender Angestellter am Sitz der Fluggesellschaft Air Afrique in Abidjan tätig. Als Generaldirektor leitete Guimba die Fluggesellschaft Air Inter Niger und das Verkehrsunternehmen Société Nationale des Transports Nigériens (SNTN). Ferner war er Aufsichtsratsmitglied mehrerer öffentlicher Unternehmen. Er initiierte die Gründung der privaten Fluggesellschaft Oasis Air, deren Generaldirektor er wurde.
Tahirou Guimba war von 1991 bis 2011 Parteimitglied der Nationalen Bewegung der Entwicklungsgesellschaft (MNSD-Nassara). Er war gewählter Bürgermeister seiner Heimatgemeinde Kourfeye Centre. 2011 gründete er die Partei Demokratische Bewegung für Entwicklung und Verteidigung der Freiheiten (MODDEL-Ma’aykata) mit sich selbst als Parteivorsitzenden. Guimba ging bei den Präsidentschaftswahlen von 2016 für die Partei ins Rennen und wurde mit 0,38 % der Stimmen zwölfter von fünfzehn Kandidaten.